# Украерорух
Украерору́х — державне підприємство обслуговування повітряного руху України. Засноване 24 грудня 1992 року. Є головним постачальником аеронавігаційних послуг в Україні. Його діяльність регулює Міністерство інфраструктури України.
Основна місія підприємства полягає у забезпеченні якісного та безпечного аеронавігаційного обслуговування у повітряному просторі України та у повітряному просторі над відкритим морем, де відповідальність за обслуговування повітряного руху міжнародними договорами покладена на Україну, з урахуванням наявних та очікуваних потреб користувачів повітряного простору та умов діяльності на ринку послуг авіаційного транспорту в Україні та в Європейському регіоні. 
Украерорух є основою національної аеронавігаційної системи та Об'єднаної цивільно-військової системи організації повітряного руху України (ОЦВС). 
Підприємство надає різноманітні послуги з обслуговування польотів над Україною та ділянками Чорного й Азовського морів, де Україна несе відповідальність за обслуговування повітряного руху. Це, зокрема, організація повітряного простору та потоків повітряного руху, радіотехнічне забезпечення, аварійне сповіщення, забезпечення користувачів аеронавігаційною інформацією.

## Історія
У 2010-2012 роках «SELEX Sistemi Integrati S.p.A», складова частина «Leonardo S.p.A», який на 30% належить Міністерству економіки і фінансів Італії, отримала підрядів «Украероруху» і ДП «Український авіаційний метеорологічний центр» на 31,75 млн євро.
30 листопада 2018 року підприємство за результатами тендерів замовило компанії «Leonardo S.p.A.» (Італія) аеропортового обладнання на 2,10 млн євро.
До кінця 2019 року за 923 тис. євро модернізують багатопозиційну систему спостереження MLAT за повітряним рухом повітряних суден в зоні зльоту/посадки CTR аеропортів «Бориспіль» і «Київ» (Жуляни) та за наземним рухом в зоні маневрування аеродрому «Бориспіль» до кінця 2019 року. Це потрібно для усунення обмежень та розширення зони покриття спостереження. Ще 1,18 млн євро піде на постачання запасних частин і приладдя до кінця 2023 року для вищезгаданої системи й таких радіолокаторів:
- чотири аеродромно-оглядові радіолокаційні комплекси ATCR-33S DPC/SIR-S;
- один аеродромно-оглядовий радіолокаційний комплекс ATCR-33S ENH/SIR-S;
- три автономні моноімпульсні вторинні оглядові радіолокатори SIR-S;
- один автономний моноімпульсний вторинний оглядовий радіолокатор SIR-S, який заплановано ввести в експлуатацію восени 2018 року.

Додаткові закупівлі провели за переговорною процедурою із тим же постачальником для забезпечення сумісності. Модернізувати систему спостереження і поставити оригінальні запчастини для неї та радіолокаторів може лише їхній виробник. Ним була італійська «Selex ES S.p.A.», яка 1 січня 2016 року передала всі активи й зобов’язання італійській «Finmeccanica S.p.A.», а та 1 січня 2017 року змінила назву на «Leonardo S.p.A».
30 травня 2019 року Украерорух підписав контракт на поставку сучасного обладнання для 12 приймально-передавальних радіоцентрів з функцією VoIP на території України.

## Склад
До складу «Украероруху» входять:
- Український центр планування використання повітряного простору України та регулювання повітряного руху (Украероцентр);
- Служба аеронавігаційної інформації України (САІ);
- Авіакомпанія «Украерорух»;
- Навчально-сертифікаційний центр «Украероруху»;
- Центр авіаційної підготовки та сертифікації;
- 6 регіональних структурних підрозділів (РСП):
  - РСП «Київцентраеро»;
  - РСП «Кримаерорух»;
  - Дніпропетровський РСП;
  - Львівський РСП;
  - Одеський РСП;
  - Харківський РСП.

Раніше існував також Донецький РСП; його зону відповідальності передали Дніпропетровському підрозділу.